# Darius Jones
Darius Jones (* 1979 in Virginia) ist ein US-amerikanischer Jazz-Altsaxophonist und Musikproduzent.

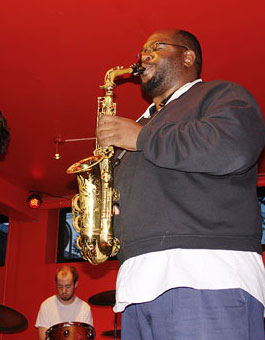
Darius Jones (Aarhus, 2010)

## Leben und Wirken
Jones lebte zunächst in Richmond (Virginia), wo er Mitte der 2000er Jahre mit dem Live-Elektroniker Marty McCavitt im Duo Birds in the Meadow spielte. Nach seinem Umzug nach New York City arbeitet er in verschiedenen musikalischen Genres, wie der elektro-akustischen Musik, Kammermusik, Jazz, mit Tanz-Ensembles in Multimedia-Projekten. Jones spielte u. a. im Cooper-Moore Trio und in Bandprojekten von Mike Pride, Nioka Workman, William Hooker, Trevor Dunn und Lewis Barnes; außerdem arbeitete er u. a. mit Andrew D’Angelo, Oliver Lake, William Parker, Jim Black, Nate Wooley, Lisle Ellis, Rob Brown, Matthew Shipp, Adam Lane (Absolute Horizon, 2013) und Warren Smith. Als Produzent arbeitete er für die koreanische Jazzvokalistin Sunny Kim und für die Country-Folk-Sängerin Mary Bragg.
In seinem eigenen Bandprojekt Little Women arbeitete er mit Travis Laplante, Ben Greenberg und Jason Nazary, mit dem er das Album Teeth on Sockets einspielte. 2012 arbeitet er im Trio mit Ryan Sawyer und Shahzad Ismaily sowie in der Formation Grass Roots (mit Alex Harding (bar), Sean Conly (b) und Chad Taylor), 2014 mit Tarbaby von Orrin Evans, Eric Revis und Nasheet Waits. Mit Kevin Ray, Omar Kabir (Trompete) und Lloyd Haber (Saxophon) spielte er 2018 im Freedom Art Quartet das Album Spirits Awake ein. 2018 wirkte er bei Fay Victors Album Barn Songs, 2019 bei Eric Revis’ Slipknots Through a Looking Glass mit; 2021 legte er sein Soloalbum Raw Demoon Alchemy (A Lone Operation) vor.

## Auszeichnung
Jones ist Preisträger des Van Lier Fellowship.

## Diskographische Hinweise
- TheKillMeTrio (Empty Room, 2006) mit Shayna Dulberger, Jason Nazary
- Man'ish Boy (A Raw & Beautiful Thing) (AUM Fidelity, 2009) mit Bob Moses, Cooper-Moore
- Big Gurl (Smell My Dream) (AUM Fidelity, 2011) mit  Adam Lane, Jason Nazary
- Darius Jones / Matthew Shipp: Cosmic Lieder (AUM Fidelity, 2011)
- Darius Jones, Alex Harding, Sean Conly, Chad Taylor: Grass Roots (AUM Fidelity, 2012)
- Book of Mae'bul (Another Kind of Sunrise) (AUM Fidelity, 2012), mit Matt Mitchell, Trevor Dunn, Ches Smith
- Darius Jones Quartet Featuring Emilie Lesbros: Le Bebe de Brigitte (2016), mit Matt Mitchell, Sean Conly, Ches Smith, Emilie Lesbros, Pascal Niggenkemper
- Legend of e’Boi (The Hypervigilant Eye)(Tao Forms, 2024)